# 平尾入定塚
平尾入定塚（ひらおにゅうじょうづか）は、東京都稲城市平尾二丁目にある、16世紀前半（室町時代末期）に築造された塚。発掘調査により、1536年8月31日（天文5年8月15日）に長信という修行僧が内部に埋められ、「入定」を遂げた塚であることが判明した。

## 概要
稲城市平尾は多摩丘陵の山野を開発して平尾団地が造成された。入定塚は平尾団地内の造成を受けていない区域にあり、フェンスごしに見学することができる。出入り口の近くには入定塚の歴史と、稲城かるたの「入定の 長信坊は 塚残し」（にゅうじょうの ちょうしんぼうは つかのこし）という碑文と長信坊の絵札が記載された石碑がある。
入定塚の近くには、全国的にも珍しく13基全てが揃って現存する「平尾十三塚」がある。また少し離れた平尾一丁目には、江戸時代中期の1708年（宝永5年）に築造された「平尾原経塚」がある。
入定塚は1959年（昭和34年）8月に発掘調査された。塚は一辺が約10.8メートル四方の正方形をしていて 、内部には、礎石を伴う4本柱と板材を組んで作った1.8メートル×2.1メートル、高さ推定1メートルの地下空間があった痕跡があり、板材を打ち付けるための鉄釘7本や、鉄製の刀子1本、銅銭44枚、板碑9枚が発見された。このなかの板碑の1枚に「天文五年丙申八月十五日、長信法印入定上人」（てんぶんごねんひのえさるはちがつじゅうごにち、ちょうしんほういんにゅうじょうしょうにん）と金泥を塗り込んだ文字が彫られていたことから、室町時代の1536年（天文5年）に僧の長信が入定を果たすためにおそらく生きたまま中に入り、そのまま埋められた塚であることが解った。
中世から江戸時代にかけて、真言密教系の僧侶の中には、弥勒菩薩来迎を待ち、衆生の救済を願って、経を唱えながら土中に埋められ入定に至るという過酷な修行をする者たちがいたが、平尾の入定塚はその実例であり、作られた年月日まではっきりとわかる遺跡として貴重なものであったため、発掘調査時の図面などの資料と合わせて稲城市の文化財（考古資料）となった。

## 参考図書
- 稲城市教育委員会生涯学習課（編）「入定塚」『文化財ノート』第72号、稲城市、2011年3月4日、1-2頁。